# Rowland Hill (nauczyciel)
Rowland Hill (ur. 3 grudnia 1795, zm. 27 sierpnia 1879) – brytyjski nauczyciel, pomysłodawca wprowadzenia do obiegu znaczków pocztowych.

## Życiorys
Urodził się w brytyjskim miasteczku Kidderminster w 1795 roku. Hill był synem dyrektora szkoły, pracował przez krótki okres jako nauczyciel, a później był urzędnikiem pocztowym. W 1837 roku opublikował raport dla Izby Gmin zatytułowany Reforma Poczty (Post Office Reform; its Importance and Practicability), gdzie przedstawił projekt nowego systemu pobierania opłat pocztowych.

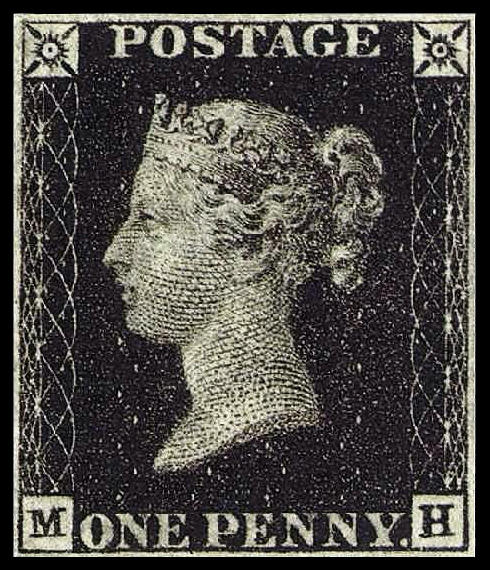
Penny Black czarna jednopensówka

Do tego czasu większość listów wysyłano niejako na kredyt, opłatę uiszczał dopiero adresat.
Ludzie często odmawiali przyjęcia listów. Odsyłano je do nadawców, lecz za podwójną drogę jaką pokonywały, nikt nie chciał płacić. System zaproponowany przez Hilla przewidywał przeniesienie obowiązku opłaty pocztowej na nadawcę. Dowodem zapłaty miała być papierowa etykieta naklejona na kopercie.
Ustawa dotycząca reformy pocztowej została zaaprobowana przez królową Wiktorię Hanowerską 17 lipca 1839, zaś pierwszy w świecie znaczek pocztowy, czarna jednopensówka, w sprzedaży pojawił się 6 maja 1840 roku. Znaczek zaprojektował sam Rowland Hill, wykonało go londyńskie przedsiębiorstwo Perkins, Bacon& Co. Brytyjska reforma została przyjęta przez większość krajów na całym świecie.